# STS-64
STS-64 byla mise raketoplánu Discovery. Celkem se jednalo o 64. misi raketoplánu do vesmíru a 19. pro Discovery. Cílem mise byl LIDAR experiment (LITE). Během mise se uskutečnil jeden výstup do vesmíru (EVA).

## Posádka
- Richard N. Richards (4) – velitel
- Lloyd Blaine Hammond (2) – pilot
- Jerry M. Linenger (1) – letový specialista 1
- Susan J. Helmsová (2) – letový specialista 2
- Carl J. Meade (3) – letový specialista 3
- Mark C. Lee (3) – letový specialista 4

V závorkách je uvedený dosavadní počet letů do vesmíru včetně této mise.

## Výstupy do vesmíru (EVA)
- Kdy: 16. září 1994
- Kdo: Lee a Meade
- Trvání: 6 hodin, 51 minut